# Heidekreis
Der Heidekreis ist ein Landkreis im Land Niedersachsen. Er liegt fast vollständig in der Lüneburger Heide, nach der er benannt ist. Kreisstadt ist Bad Fallingbostel, die einwohnerstärksten Städte sind Walsrode und Soltau.
Der Landkreis entstand am 1. August 1977 mit der Fusion der aufgelösten Landkreise Fallingbostel und Soltau. Bis zur Umbenennung am 1. August 2011 bestand er unter dem Namen Landkreis Soltau-Fallingbostel.

## Geographie

### Lage

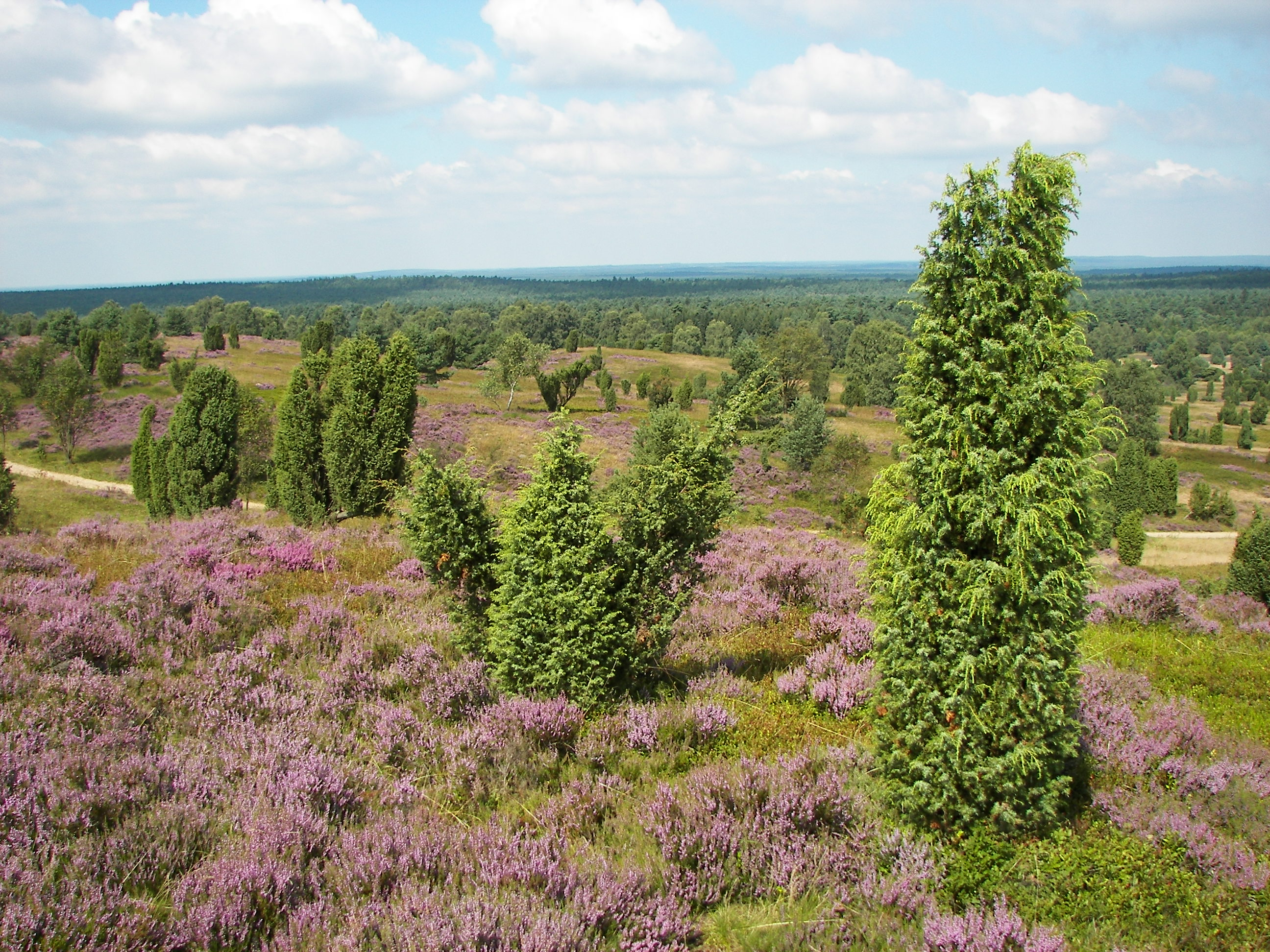
Lüneburger Heide

Landschaftlich wird der Landkreis durch die Lüneburger Heide geprägt, der Südwesten auch durch das Aller-Urstromtal. Der größte Teil des Kreisgebietes gehört zur Südheide, nur der Nordosten hat Anteil an der Hohen Heide und am Naturpark Lüneburger Heide. Dort entspringt die Böhme, deren im Bereich des Böhmeknies gewundenes Tal in etwa mit der Längsachse des Kreisgebietes zusammenfällt, und an der die wichtigsten Orte liegen. Nordwestlich der Böhme liegen land- und forstwirtschaftlich geprägte, schwachwellige Hochflächen, südöstlich erhebt sich das stark reliefierte Hochgebiet der Falkenberg-Endmoräne, die fast ganz im Truppenübungsplatz Bergen liegt.
Der Landkreis gehört zu den Metropolregionen Hamburg und Hannover-Braunschweig-Göttingen-Wolfsburg. Der Altkreis Soltau im Norden ist traditionell eher nach Hamburg orientiert, während der südliche Altkreis Fallingbostel nach Hannover tendiert.

### Nachbarkreise
Der Heidekreis grenzt im Uhrzeigersinn im Norden beginnend an die Landkreise Harburg, Lüneburg, Uelzen und Celle, an die Region Hannover sowie an die Landkreise Nienburg/Weser, Verden und Rotenburg (Wümme).

### Gewässer

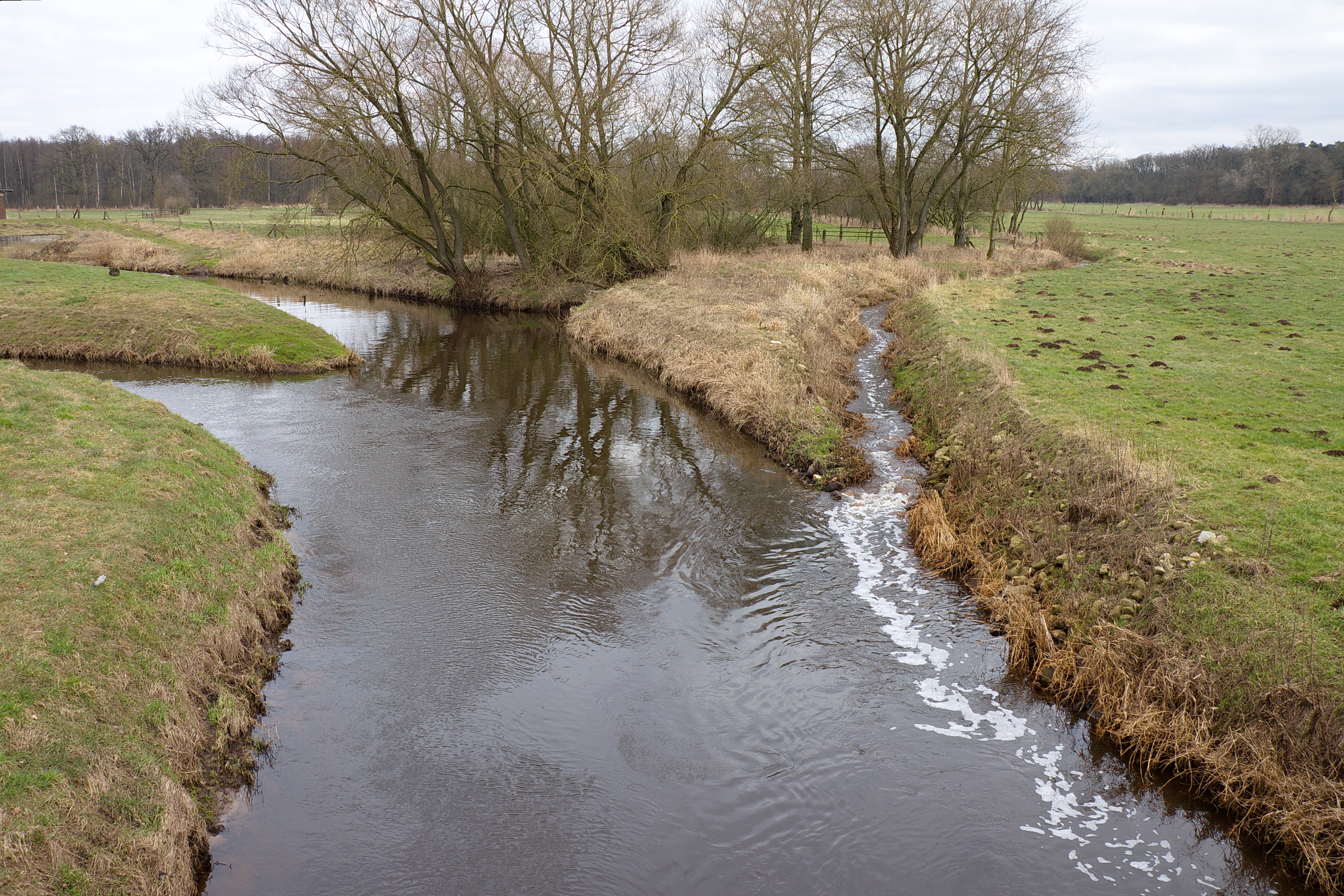
Böhme nahe der Mündung in die Aller

Die weitaus größten Flüsse im Kreisgebiet sind die Aller und die Leine, die am Mündungspunkt mehr Wasser führt als die Aller. Die Böhme durchfließt das Kreisgebiet fast in gesamter Länge. Weitere Flüsse (mit über 10 Kilometern Länge im Kreisgebiet) sind Aue (Wietze), Bomlitz, Fulde, Große Aue (Böhme), Gilmerdinger Bach/Hahnenbach, Krelinger Bach, Kleine Örtze, Lehrde, Brunau/Luhe, Örtze, Meiße, Veerse, Warnau, Mehlandsbach/Wiedau, Wietze (Örtze) und Haverbeeke/Wümme.

## Geschichte
Historisch gehörte das Gebiet des heutigen Landkreises Heidekreis zum ehemaligen Herzogtum Braunschweig-Lüneburg und dessen Nachfolgestaaten. Am 6. Mai 1884 trat die Kreisordnung der preußischen Provinz Hannover in Kraft. Das Amt Fallingbostel wurde im April 1885 mit dem Amt Ahlden zum Kreis Fallingbostel zusammengelegt, der Streit um den Kreissitz zwischen Fallingbostel und Walsrode zugunsten Fallingbostels entschieden. Gleichzeitig wurde das Amt Soltau in den Kreis Soltau überführt, lediglich die Gemeinde Fintel fiel an den Kreis Rotenburg.
Zum 1. August 1932 trat die Verordnung über die Neugliederung von Landkreisen in Kraft. In § 64 wurde bestimmt, dass die Landkreise Fallingbostel und Soltau zu einem neuen Landkreis Fallingbostel-Soltau mit Kreissitz in Fallingbostel zusammengeschlossen werden sollen. Dies wurde zum 1. Oktober 1932 umgesetzt. Nach Protesten aus Soltau wurden beide Kreise genau ein Jahr später jedoch wieder getrennt. In einem Konvoi aus 30 Lastwagen wurden sämtliche Möbel und Akten wieder zurück nach Soltau gebracht.

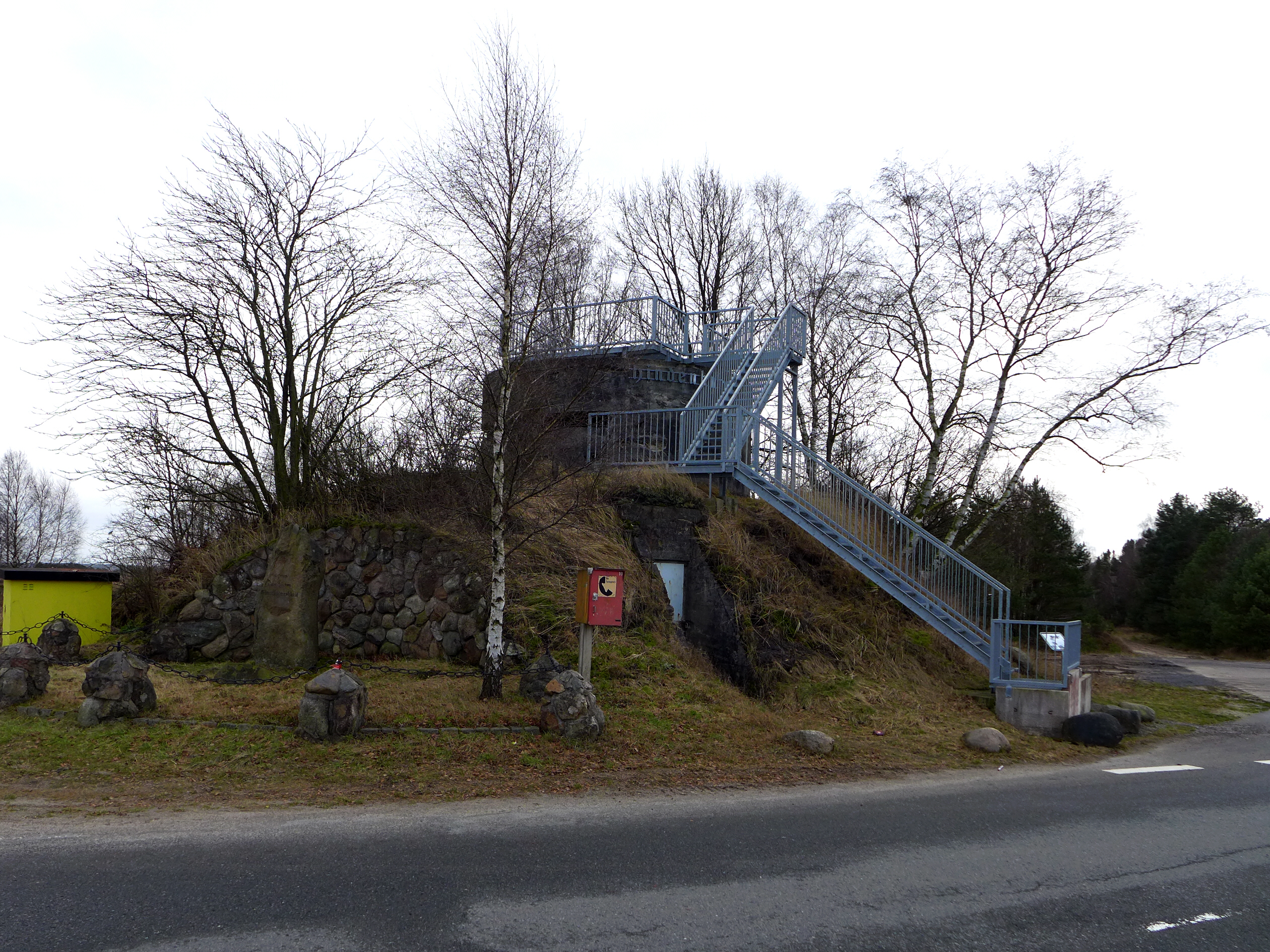
Aussichtsbunker auf dem Truppenübungsplatz Munster-Süd, vermutlich aus den 1930er Jahren

1935 bestätigten sich Gerüchte über die Einrichtung eines großen Truppenübungsplatzes auf dem Gebiet der Landkreise Fallingbostel und Celle. Der Landkreis Fallingbostel verlor fast 18 % seiner Fläche an den Truppenübungsplatz Bergen. Die teils jahrhundertealten Gemeinden Wense, Untereinzingen, Obereinzingen, Oerbke, Oberndorfmark, Böstlingen, Hartem, Ettenbostel, Ostenholz und Oberhode mussten von ihren Bewohnern verlassen werden. Weitere Gemeinden waren durch den Verlust von Teilflächen betroffen.
Nach dem Ende des Zweiten Weltkrieges führte die britische Besatzungsmacht 1946 die Zweigleisigkeit der Kommunalen Selbstverwaltung ein. An der Spitze des Kreistages stand fortan der Landrat, an der Spitze der Kreisverwaltung der Oberkreisdirektor. Diese Regelung wurde in Niedersachsen bis 1996 beibehalten.
Im Juli 1957 übernahm der Kreis Fallingbostel eine Partnerschaft für den Heimatkreis Rummelsburg/Pommern, im April 1960 folgte Soltau mit einer Partnerschaft mit dem Heimatkreis Soldin/Neumark. Regelmäßig trafen sich die ehemaligen Bewohner dieser Gebiete daraufhin in Fallingbostel bzw. Munster und Schneverdingen.

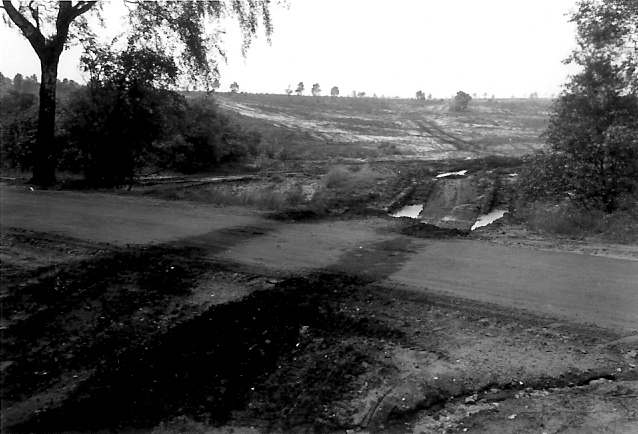
Panzerspuren bei Wilsede

1963 trat das Soltau-Lüneburg-Abkommen in Kraft. Diese Vereinbarung zwischen Deutschland, Kanada und dem Vereinigten Königreich regelte die militärische Nutzung von zusätzlichen Flächen in der Lüneburger Heide. 3.700 ha des heutigen Landkreises Heidekreis gehörten zu den Roten Flächen, die zur ständigen und uneingeschränkten Nutzung zur Verfügung gestellt wurden. Bis zum Auslaufen des Abkommens im Jahr 1994 hatten die Bewohner mit Belastungen durch Staub, Lärm und Militärverkehr zu kämpfen.
Geburtsstunde des heutigen Landkreises Heidekreis war das Jahr 1977. Auf eine umfassende Gebietsreform in Niedersachsen 1972 folgt wenige Jahre später im Rahmen des achten Gesetzes zur Verwaltungs- und Gebietsreform auch eine erneute Kreisreform. Am 13. Januar 1975 wurde der Entwurf vorgestellt. Danach sollten nach § 15 die Landkreise Fallingbostel und Soltau aufgelöst und zu einem neuen Landkreis Fallingbostel zusammengeschlossen werden. Insbesondere die Wahl des Kreissitzes Fallingbostel sorgte für Proteste aus der einwohnerstärkeren Stadt Soltau, da diese dem weitestgehend akzeptierten Gutachten von Werner Weber widersprach. Alle Verhandlungen, Bürgerinitiativen und Protestveranstaltungen waren zwecklos, auch eine Klage vor dem Niedersächsischen Staatsgerichtshof in Bückeburg blieb ohne Erfolg. Der Landkreis Fallingbostel entstand zum 1. August 1977 aus den alten Landkreisen Fallingbostel und Soltau sowie einer Gemeinde des Landkreises Uelzen. Gleich in der zweiten Kreistagssitzung nach den Kreistagswahlen vom 23. Oktober 1977 beantragte Landrat Wolfgang Buhr (CDU Soltau), Soltau wieder als Kreissitz zu bestimmen. Da sich der Kreistag aus 26 Nordkreislern (Landkreis Soltau) und lediglich 24 aus dem Südkreis (Landkreis Fallingbostel) zusammensetzte, ging die Abstimmung entsprechend aus. Das Landeskabinett lehnte diesen Beschluss jedoch als unzulässig ab. Als Kompromissangebot wurde neben der Anpassung des Namens – Soltau-Fallingbostel – auch eine Außenstelle der Kreisverwaltung in Soltau eingerichtet.
Die ersten Jahre der Kreisgeschichte waren geprägt durch die Existenz großer Truppenübungsplätze der Britischen Rheinarmee, der NATO und der Bundeswehr und den Bemühungen seitens des Landkreises, möglichst viele Flächen dem regen Ausflugs- und Wandertourismus in der Lüneburger Heide zugänglich zu machen. Nach dem Ende des Kalten Krieges wurden zwar einige Truppenübungsplätze geräumt und sind nun öffentlich als Naturschutzgebiete zugänglich, jedoch befinden sich nach wie vor große Garnisonen in Munster und in der Kreisstadt Bad Fallingbostel.
Am 2. Februar 2005 wurde die seit 1960 gestehenden Partnerschaft für den Heimatkreis Soldin (siehe oben, Abs. 5) in eine Partnerschaft mit dem polnischen Landkreis Mysliborz umgewandelt. Bis 2011 war eine Fusion der Kreisstadt Bad Fallingbostel mit den Kommunen Bomlitz und Walsrode zur neuen Stadt Böhmetal projektiert. Eine Bürgerbefragung am 2. November 2008 ergab jedoch eine deutliche Ablehnung in Fallingbostel, während Walsrode und Bomlitz die Idee befürworteten.

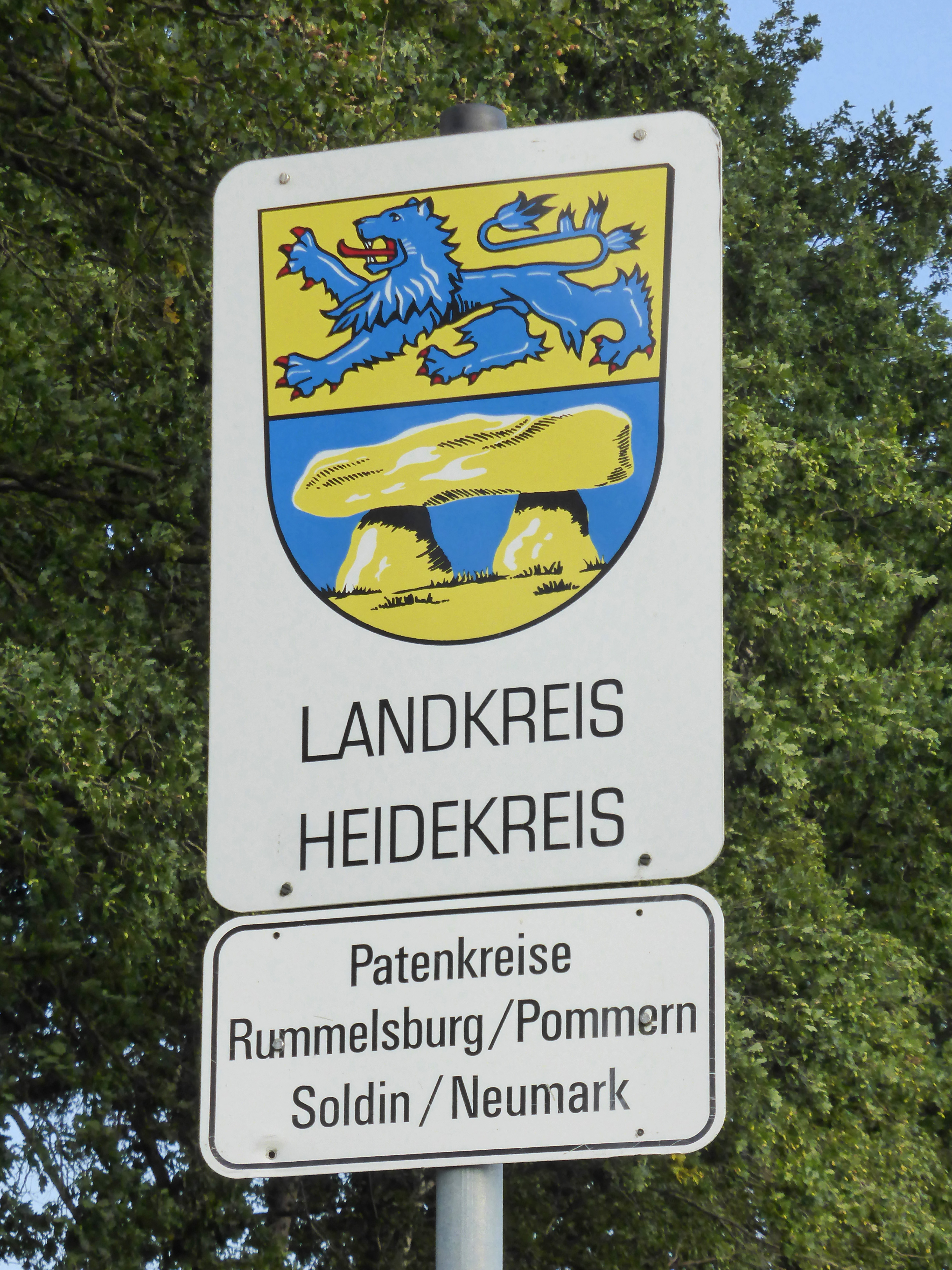
Schild an der Kreisgrenze

Am 9. April 2010 beschloss der Kreistag mit einer Mehrheit von 27 zu 11 Stimmen (bei einer Enthaltung) eine Umbenennung des Landkreises von Soltau-Fallingbostel in Heidekreis. Insbesondere die Vertreter der namensgebenden Städte Soltau und Bad Fallingbostel hatten sich gegen die Namensänderung ausgesprochen. Eine Bürgerbefragung fand nicht statt. Bereits seit Jahren nutzt der Landkreis diesen Begriff als Beinamen. So gibt es zum Beispiel die Heidekreis-Musikschule, die Volkshochschule Heidekreis und das Heidekreis-Klinikum. Ein Antrag beim Innenministerium wurde bald darauf gestellt. Da sich die Nachbarlandkreise Lüneburg und Harburg ablehnend geäußert hatten, verzögerte sich die Entscheidung zunächst. Am 30. Mai 2011 gab Ministerpräsident David McAllister schließlich bekannt, dass die Umbenennung in Heidekreis zum 1. August 2011 genehmigt werde. Am 7. Juli 2011 wurde die Umbenennung des Landkreises zum 1. August 2011 durch die Unterzeichnung der Umbenennungsurkunde von Uwe Schünemann offiziell.
Am 19. Januar 2018 wurde die Eingemeindung der Gemeinde Bomlitz in die Stadt Walsrode beschlossen, welche am 1. Januar 2020 in Kraft trat. Damit verminderte sich die Anzahl der kreisangehörigen Gemeinden von 23 auf 22.

### Einwohnerstatistik

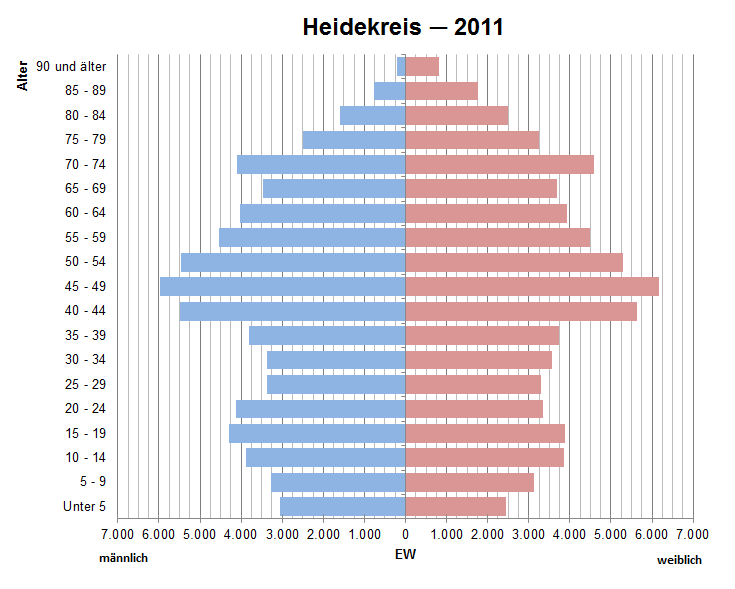
Bevölkerungspyramide für den Kreis Heidekreis (Datenquelle: Zensus 2011.)

| Jahr | Einwohner | Quelle |
| ---- | --------- | ------ |
| 1980 | 126.800   | [ 9 ]  |
| 1985 | 126.100   | [ 10 ] |
| 1990 | 126.227   | [ 11 ] |
| 1995 | 134.811   | [ 11 ] |
| 2000 | 140.203   | [ 11 ] |

| Jahr | Einwohner | Quelle |
| ---- | --------- | ------ |
| 2005 | 142.678   | [ 11 ] |
| 2010 | 139.630   | [ 11 ] |
| 2015 | 140.264   | [ 11 ] |
| 2020 | 140.885   | [ 11 ] |

### Konfessionsstatistik
Gemäß der Volkszählung 2011 (Stand 9. Mai 2011) waren 61,7 % der Einwohner evangelisch, 7,1 % römisch-katholisch und 31,2 % waren Sonstige (konfessionslos, gehörten einer anderen Glaubensgemeinschaft an oder machten keine Angabe). Der Anteil der Protestanten an der Gesamtbevölkerung sinkt seitdem jährlich um 1 Prozentpunkt, während der Anteil der Sonstige jährlich um 1 Prozentpunkt steigt. Gemäß dem Zensus 2022 (Stand 15. Mai 2022) waren 49,3 % der Einwohner evangelisch, 6,8 % katholisch und 43,9 % waren Sonstige.

## Gemeinden
(Einwohner am 31. Dezember 2024)
Einheitsgemeinden
| 1. Bad Fallingbostel, Kreisstadt (12.783) 2. Bispingen (6572) 3. Munster, Stadt (15.062) 4. Neuenkirchen (5365) 5. Schneverdingen, Stadt (19.016) 6. Soltau, Stadt (22.511) 7. Walsrode, Stadt, selbständige Gemeinde (31.019) 8. Wietzendorf (4176) |

Samtgemeinden mit ihren Mitgliedsgemeinden
* Sitz der Samtgemeindeverwaltung
| - 1. Samtgemeinde Ahlden (6946) 1. Ahlden (Aller), Flecken (1573) 2. Eickeloh (789) 3. Grethem (652) 4. Hademstorf (833) 5. Hodenhagen * (3099) - 2. Samtgemeinde Rethem (Aller) (4572) 1. Böhme (940) 2. Frankenfeld (509) 3. Häuslingen (791) 4. Rethem (Aller), Stadt * (2332) | - 3. Samtgemeinde Schwarmstedt (13.090) 1. Buchholz (Aller) (2178) 2. Essel (1213) 3. Gilten (1239) 4. Lindwedel (2701) 5. Schwarmstedt * (5759) |

gemeindefreier Bezirk
- Osterheide [Sitz: Oerbke] (209)

## Politik

### Landrat
Bei der Landratswahl am 12. September 2021 wurde Jens Grote (parteilos) mit 52,8 % der abgegebenen Stimmen als Landrat gewählt.
Ehemalige Landräte und Oberkreisdirektoren
Von 1977 bis Januar 2002 wurde der Landkreis durch eine Doppelspitze bestehend aus Oberkreisdirektor als Hauptverwaltungsbeamten und ehrenamtlichem Landrat, der hauptsächlich eine repräsentative Funktion hatte, geleitet. Zum 1. Februar 2002 wurden diese beiden Funktionen im Amt des hauptamtlichen Landrats zusammengefasst.
Oberkreisdirektor war über den gesamten Zeitraum von 1977 bis 2002 Klaus Schumacher.
Die ehrenamtlichen Landräte in diesem Zeitraum waren:
- 1977–1996: Wolfgang Buhr (CDU)
- 1996–2002: Hermann Söder (CDU)

Als hauptamtliche Landräte amtierten:
- 2002–2006: Hermann Söder (CDU)
- 2007–2021: Manfred Ostermann (parteilos)
- Ab 2021: Jens Grote (parteilos)

### Kreistag
Der Kreistag des Landkreises Heidekreis umfasst 51 Sitze, davon entfällt ein Sitz auf den amtierenden Landrat.
Die Kreistagswahl 2021 brachte für den Landkreis Heidekreis folgendes Ergebnis (jeweils in Prozent der abgegebenen Stimmen). Aufgeführt sind nur die Parteien und Wählergemeinschaften, die bei den letzten Wahlen mindestens einmal einen oder mehr Sitze im Kreistag erlangen konnten.
- CDU: 16
- SPD: 16
- Grüne: 6
- FDP: 3
- AfD: 3
- Linke: 1
- BU: 2
- BL: 1
- BBB: 1
- FUWG: 1

| Parteien und Wählergemeinschaften | Parteien und Wählergemeinschaften           | 2021    | 2021  | 2016    | 2016  | 2011    | 2011  | 2006    | 2006  | 2001    | 2001  |
|                                   |                                             | Stimmen | Sitze | Stimmen | Sitze | Stimmen | Sitze | Stimmen | Sitze | Stimmen | Sitze |
| --------------------------------- | ------------------------------------------- | ------- | ----- | ------- | ----- | ------- | ----- | ------- | ----- | ------- | ----- |
| CDU                               | Christlich Demokratische Union Deutschlands | 32,94   | 16    | 36,94   | 19    | 36,99   | 19    | 43,89   | 19    | 47,73   | 26    |
| SPD                               | Sozialdemokratische Partei Deutschlands     | 32,22   | 16    | 32,86   | 16    | 34,64   | 17    | 34,75   | 15    | 37,57   | 20    |
| Grüne                             | Bündnis 90/Die Grünen                       | 11,76   | 6     | 9,47    | 5     | 12,54   | 6     | 6,65    | 3     | 5,27    | 2     |
| AfD                               | Alternative für Deutschland                 | 6,09    | 3     | 9,02    | 5     | -       | -     | -       | -     | -       | -     |
| FDP                               | Freie Demokratische Partei                  | 5,84    | 3     | 3,38    | 2     | 2,32    | 1     | 5,77    | 3     | 5,06    | 2     |
| BU                                | BürgerUnion                                 | 4,78    | 2     | 2,76    | 1     | 3,34    | 2     | 3,83    | 2     | 2,61    | 1     |
| BL / WBL                          | Die Bürgerliste (Walsrode)                  | 1,90    | 1     | 2,47    | 1     | 3,14    | 2     | 3,03    | 1     | -       | -     |
| Linke                             | Die Linke                                   | 1,82    | 1     | 0,45    | 0     | 2,07    | 1     | 1,74    | 1     | -       | -     |
| FUWG / UWG                        | (Freie) Unabhängige Wählergemeinschaft      | 1,25    | 1     | -       | -     | 1,46    | 1     | -       | -     | -       | -     |
| BBB                               | Bürger für Bad Fallingbostel und Bomlitz    | 1,11    | 1     | 1,46    | 1     | 0,93    | 0     | -       | -     | -       | -     |
| NPD                               | Nationaldemokratische Partei Deutschlands   | -       | -     | 0,73    | 0     | 1,96    | 1     | -       | -     | -       | -     |
| Gesamt                            | Gesamt                                      |         | 50    |         | 50    |         | 50    |         | 44    |         | 51    |
| Wahlbeteiligung in Prozent        | Wahlbeteiligung in Prozent                  | 56,1    | 56,1  | 55,4    | 55,4  | 53,3    | 53,3  | 53,0    | 53,0  | 55,6    | 55,6  |

### Abgeordnete in Bundestag und Landtag
Bei der Bundestagswahl 2025 gewann Lars Klingbeil (SPD) das Direktmandat im Bundestagswahlkreis Rotenburg I – Heidekreis und vertritt somit auch die Interessen des Heidekreises im Deutschen Bundestag.
Direktkandidaten der Wahlkreise Soltau und Walsrode für den Niedersächsischen Landtag sind Karl-Ludwig von Danwitz (CDU) und Sebastian Zinke (SPD).

### Wappen
| Blason | das Wappen setzt sich zusammen aus: - Obere Hälfte: dem Lüneburgischen Löwen; - Untere Hälfte: aus einer Abbildung der Hünengräber der Sieben Steinhäuser |

## Wirtschaft und Infrastruktur

### Wirtschaft

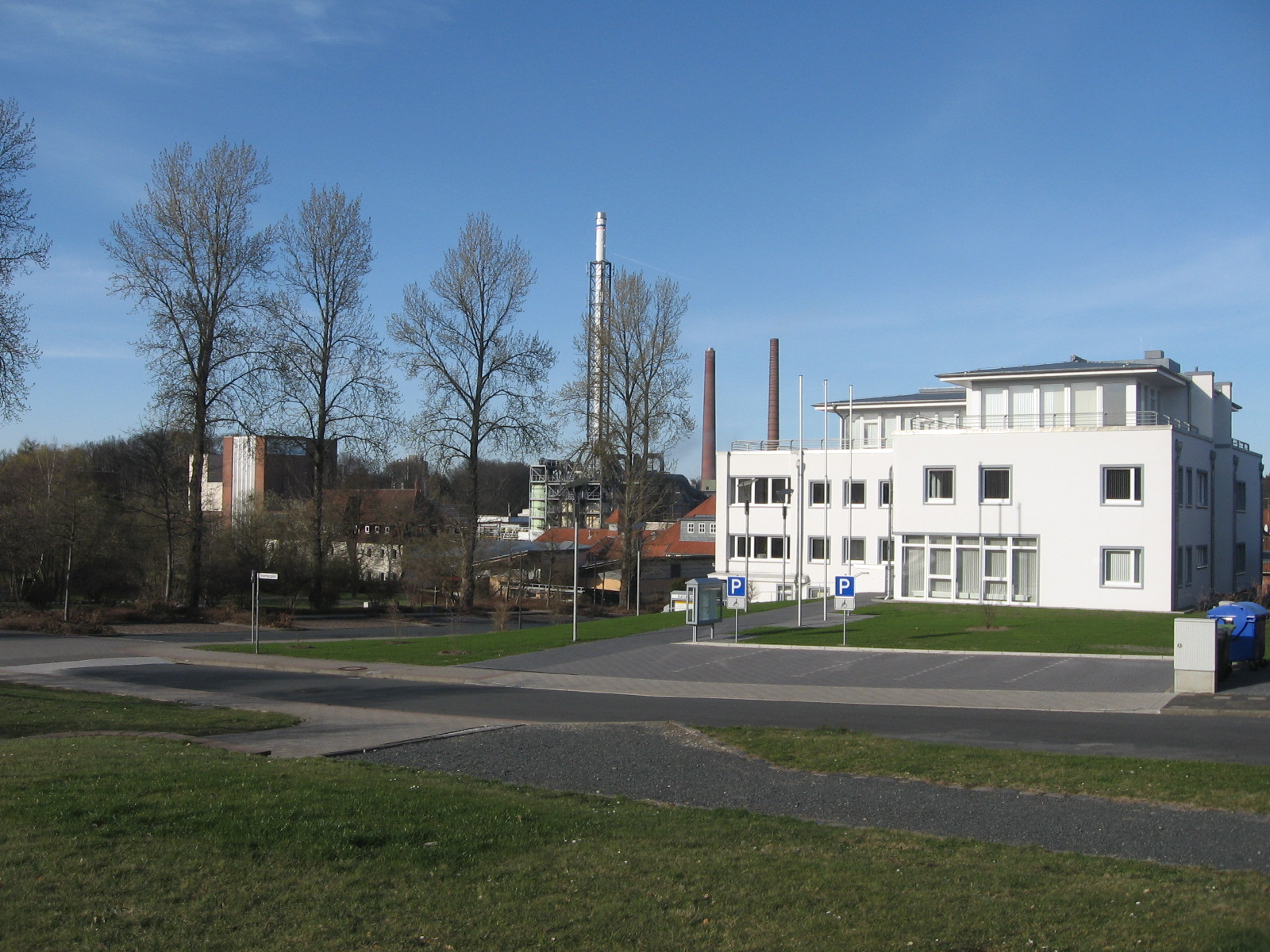
Industriepark Walsrode in Bomlitz

Insbesondere aufgrund der verkehrsgünstigen Lage im Städtedreieck Hamburg – Hannover – Bremen und der guten Anbindung der Gewerbegebiete an Autobahnen, Bundesstraßen und Bahnstrecken haben sich zahlreiche Unternehmen aus Industrie und Logistik im Landkreis niedergelassen. Nach wie vor ist der Landkreis Heidekreis aber auch stark durch Land- und Forstwirtschaft geprägt. Der Heidekreis gehört zum Wirtschaftsraum Hamburg sowie Hannover.
Größte Arbeitgeber in der Region sind Dow Wolff Cellulosics und Wipak im Industriepark Walsrode in Bomlitz (vormals Wolff Walsrode), Mondelēz International (vormals Kraft) und Eckes AG in Bad Fallingbostel sowie Hagebau und Harry-Brot in Soltau. Ein weiterer wichtiger Wirtschaftsfaktor ist die vor allem in Munster stark vertretene Bundeswehr.

### Tourismus
Der Tourismus in der Lüneburger Heide ist eine wichtige Einnahmequelle, der beispielsweise durch Freizeit- und Tierparks wie den Heide-Park in Soltau, den Serengeti-Park in Hodenhagen oder den Weltvogelpark Walsrode gefördert wird. In Soltau befinden sich zudem das Sole-Thermalbad Soltau-Therme und das Designer Outlet Soltau. Insbesondere Bispingen bietet mit Center Parcs, der Skihalle Snow Dome und weiteren Attraktionen ebenfalls ein breites touristisches Angebot.
Die Flüsse bieten Möglichkeiten zum Angeln, Schwimmen und für Kanu- oder Floßfahrten und die Heidelandschaft rund um den Wilseder Berg lädt zum Wandern oder zu Fahrradtouren ein. Nördlich von Soltau liegt der Naturpark Lüneburger Heide, der sich weit über die Kreisgrenzen hinaus erstreckt. In Neuenkirchen ist der Schäferhof mit seiner Heidschnuckenherde ein Anziehungspunkt.

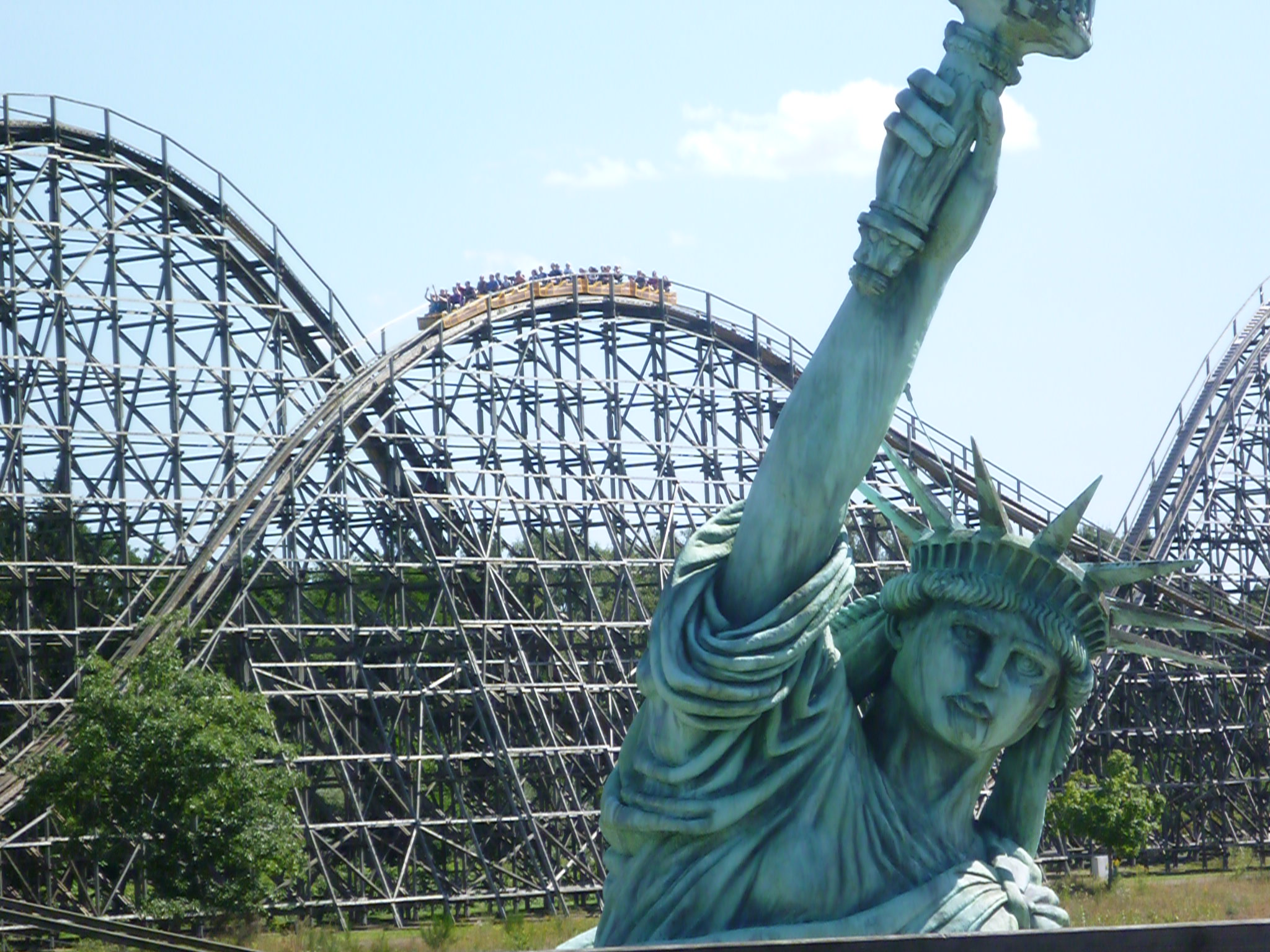
Heide Park Resort in Soltau
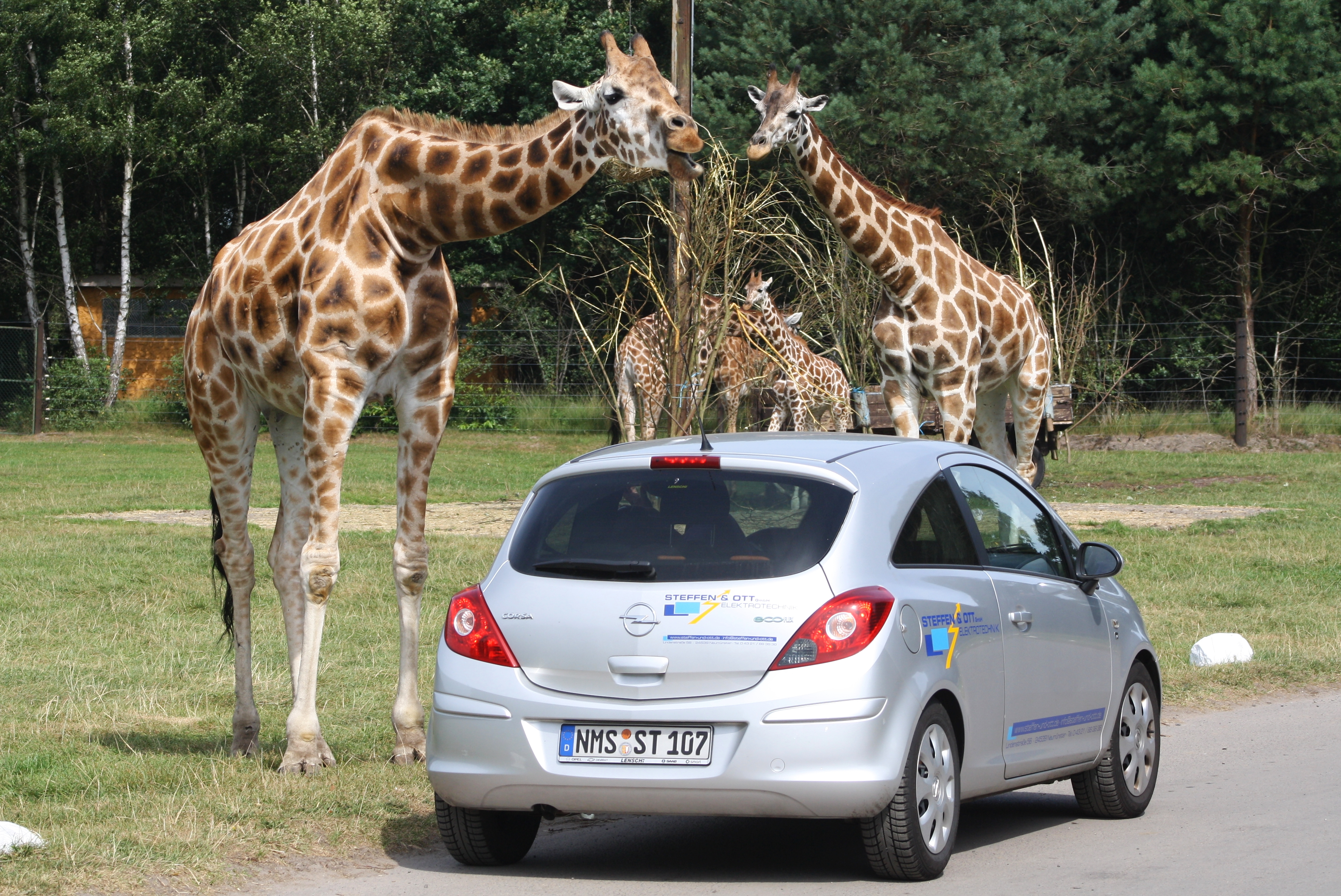
Serengeti-Park in Hodenhagen
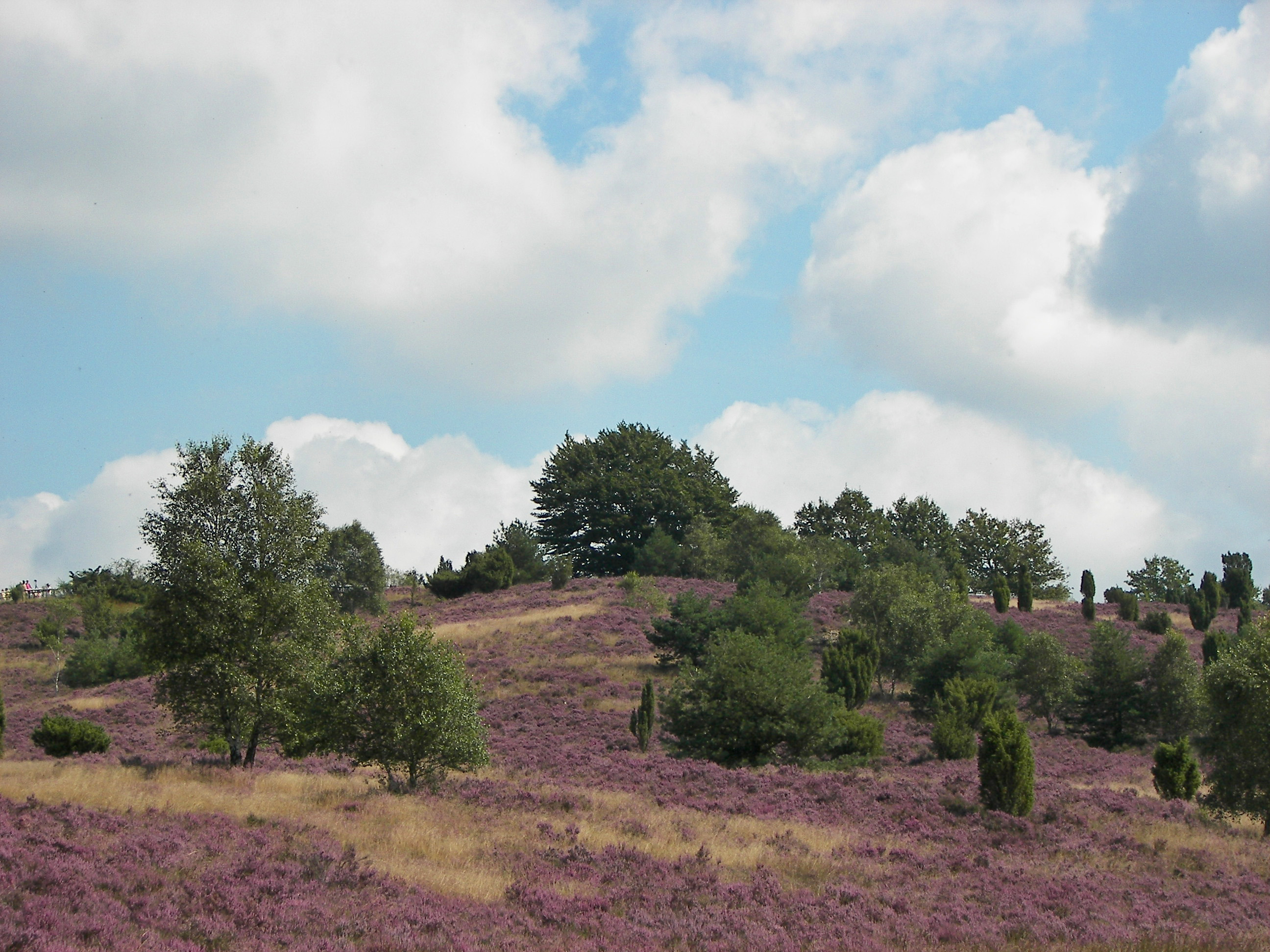
Wilseder Berg
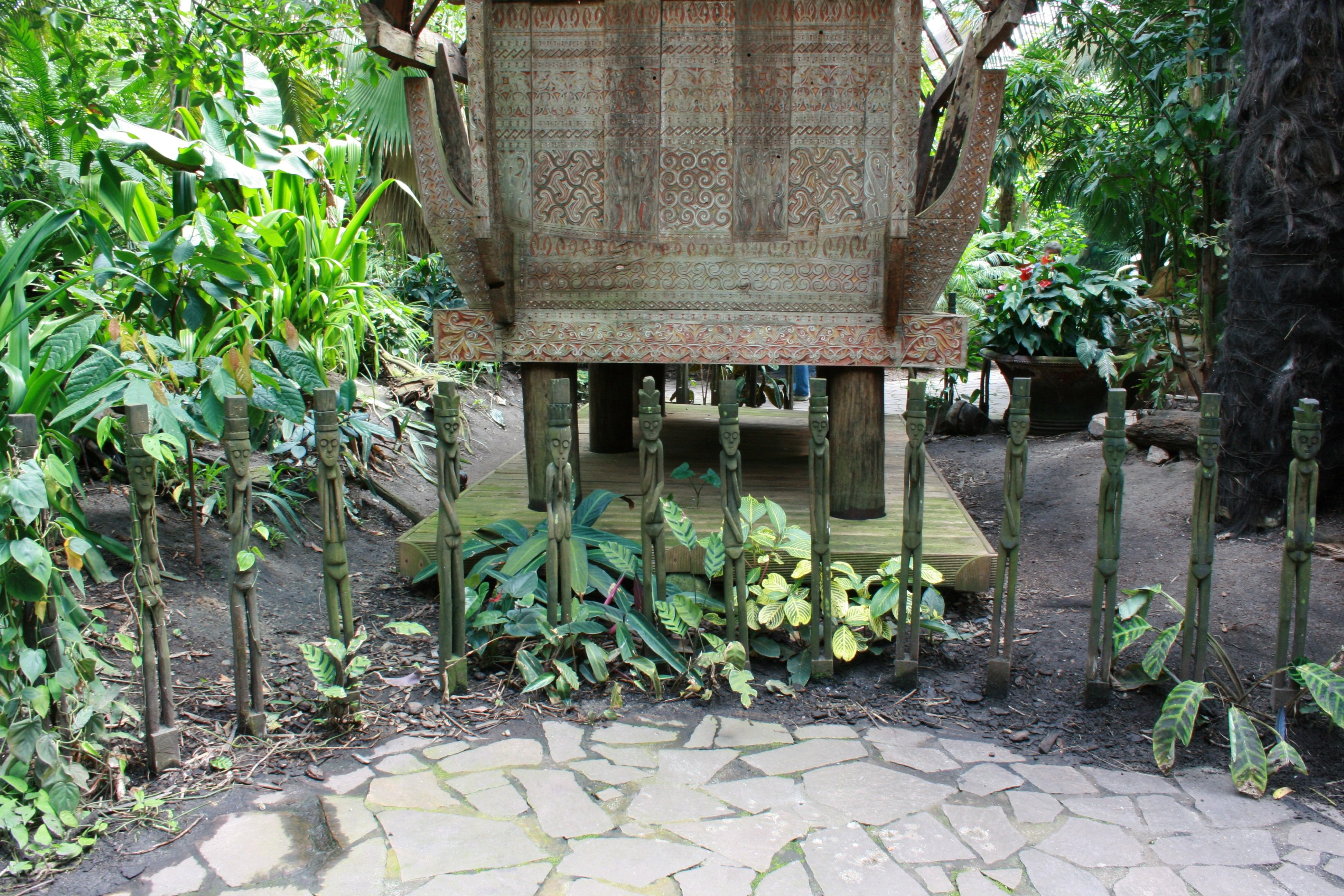
Weltvogelpark Walsrode (Tropenwaldhalle)

### Verkehr

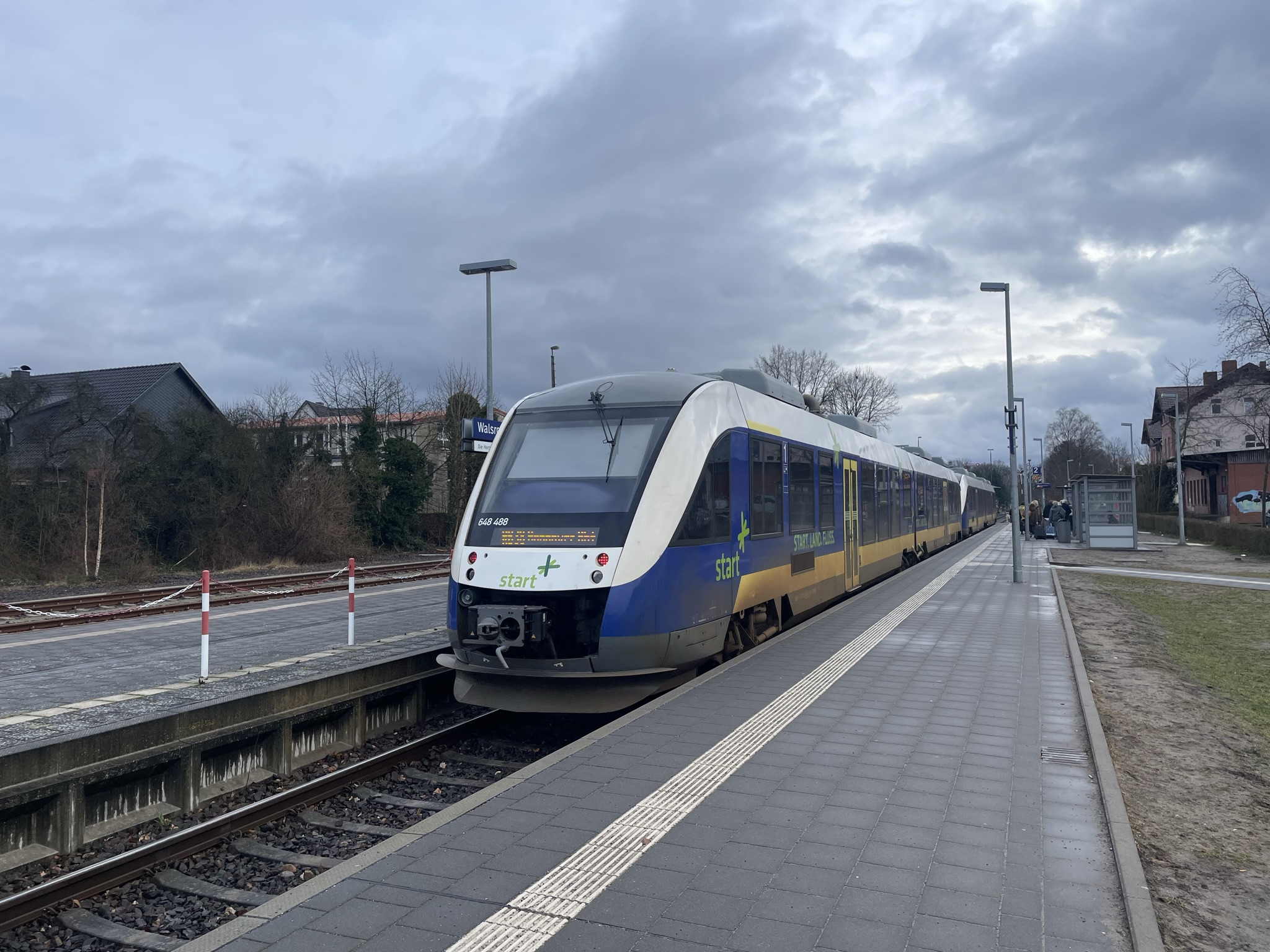
Regionalzug von Regionalverkehre Start Deutschland in Walsrode

Durch das Kreisgebiet verlaufen die Autobahnen A 7 und A 27 (Autobahndreieck Walsrode). Dazu kommen mehr als 150 Kilometer Bundesstraße (3, 71, 209, 214, 440) sowie ein umfassendes Netz an Landes- und Kreisstraßen.
Im Schienenverkehr führen die Strecken Uelzen – Soltau – Langwedel („Amerikalinie“) sowie Buchholz in der Nordheide – Soltau – Hannover („Heidebahn“) durch die Region. Beide werden im Personenverkehr durch die DB-Tochter Regionalverkehre Start Deutschland befahren. Dazu kommen Güterverkehrsstrecken der Schieneninfrastruktur Ost-Niedersachsen.
Östlich des Kreisgebiets schließen sich die NATO-Truppenübungsplätze Bergen und Munster an, die für Zivilfahrzeuge nur an wenigen Stellen durchlässig sind.

### Medizinische und soziale Einrichtungen
In Soltau und Walsrode befinden sich Standorte des akutversorgenden Heidekreis-Klinikums. Rehakliniken gibt es in Bad Fallingbostel (Klinik Fallingbostel) und Soltau (MediClin Klinikum Soltau). Daneben gibt es im Landkreis Heidekreis ein breites Angebot an Fach- und Hausärzten.
Ein vielfältiges Angebot an sozialen Diensten umfasst unter anderem Alten- und Pflegeheime, ambulante Hospiz- und Justizsozialdienste, Suchtberatungen sowie Einrichtungen der Arbeiterwohlfahrt und der Diakonie. Im Landkreis Heidekreis gibt es die sozialpädagogische Hilfen Vier Linden mit Häusern in Groß Häuslingen, Südkampen, Walsrode und Bad Fallingbostel. Dort werden diverse Jugendhilfen angeboten und das Sozialraumbüro in Bad Fallingbostel betrieben.

## Religion

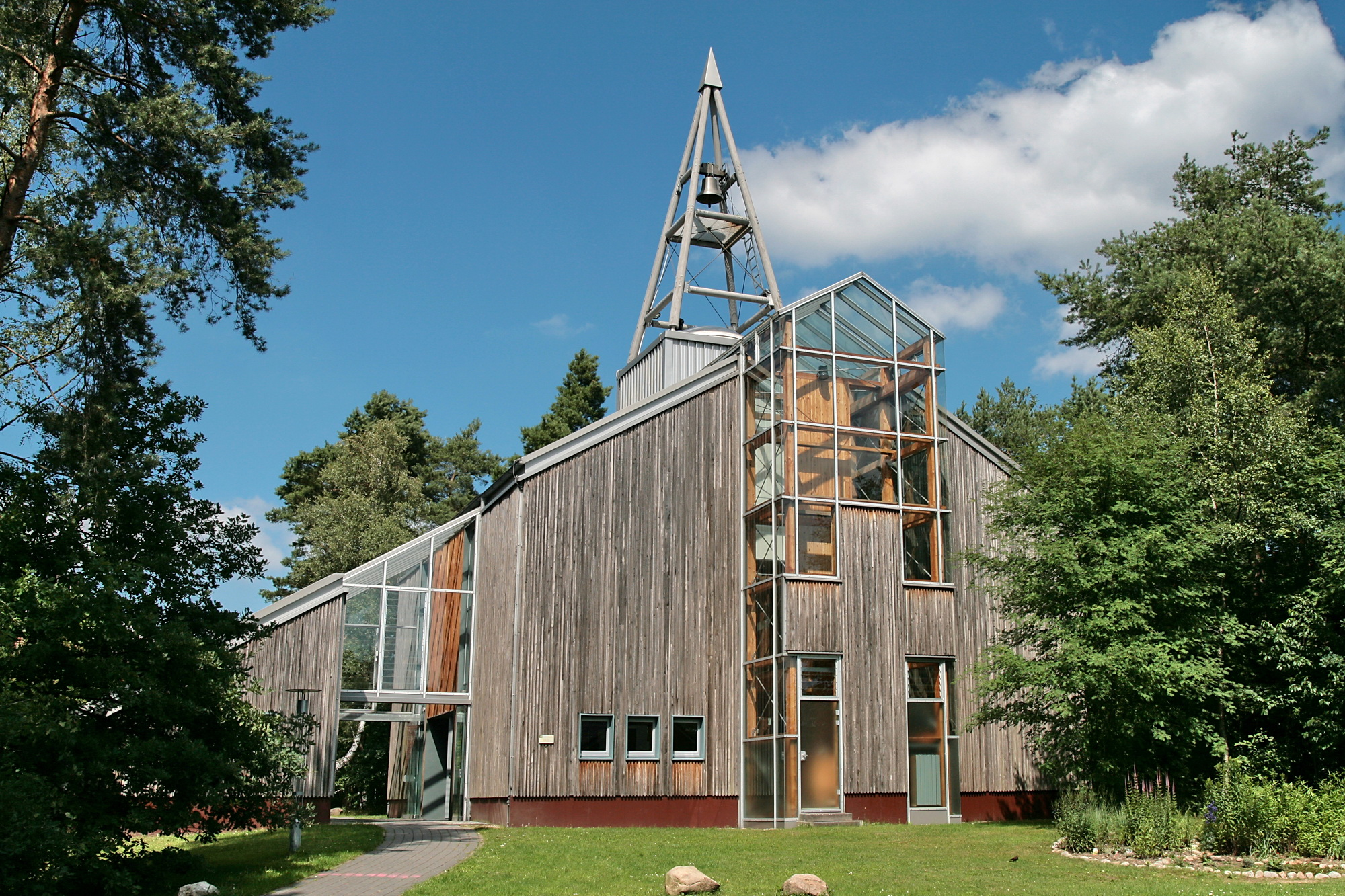
Eine-Welt-Kirche in Schneverdingen

Seit der Reformation ist das Gebiet des heutigen Landkreises Heidekreis evangelisch-lutherisch geprägt. Die Gemeinden gehören im Wesentlichen zu den beiden Kirchenkreisen Soltau und Walsrode im Sprengel Lüneburg der Landeskirche Hannovers. Die Gemeinde Neuenkirchen und die der Stadt Schneverdingen gehören zum Kirchenkreis Rotenburg(Wümme) des Sprengel Stade der Landeskirche Hannover. Es gibt im Kreisgebiet 25 ev. luth. Kirchengemeinden die sich auf 32 Kirchen aufteilen. Neben zehn Kapellen gibt es noch zwei ev. luth. Gemeinden und deren Kirchen, die zur SELK gehören.
Insbesondere nach dem Krieg haben sich durch Zuzug vieler Heimatvertriebener, Gastarbeiter aus Südeuropa und Aussiedler aus Ostmittel- und Osteuropa große katholische Gemeinden gebildet, die zum Bistum Hildesheim gehören. Die Gemeinden sind seit der Jahrtausendwende großen Umstrukturierungsprozessen unterworfen. So wurden im Altkreis Fallingbostel mehrere ehemals selbständige römisch-katholische Gemeinden zur neuen Großgemeinde Sankt Maria mit Sitz in Walsrode vereinigt, die auch die Herz-Jesu-Kirche in Visselhövede im benachbarten Landkreis Rotenburg (Wümme) einschließt. Daneben bestehen Pfarrgemeinden in Soltau mit der Filialkirche St. Ansgar in Schneverdingen, sowie in Munster mit der St.-Michael-Kirche. Somit bestehen im Heidekreis drei katholische Gemeinden, die sich auf sechs Kirchen aufgliedern.
Die neuapostolische Kirche ist auch mit fünf Gemeinden und Kirchen im Heidekreis vertreten.
Ein Drittel der Bevölkerung des Landkreises ist konfessionslos. Ferner leben im Kreisgebiet u. a. Muslime, Angehörige von Freikirchen und Zeugen Jehovas.
Im Landkreis Heidekreis gibt es vier Jüdische Friedhöfe: in Ahlden, Rethem, Soltau und Walsrode. Es sind schützenswerte Kulturdenkmäler – steinerne Zeugen für ehemals existierende jüdische Gemeinden und eines regen jüdischen Gemeindelebens bis in die 1930er Jahre.
Neben den Vertretern der Monotheistischen Religionen gibt es auf dem Gebiet der Gemeinde Schneverdingen zwei tibetisch buddhistische Einrichtungen. Zum einen das Nonnenkloster Shide in Lünzen und das Milarepa Retreat Zentrum in Langeloh, Hauptsitz der Drikung Kaygu Tradition des tibetischen Buddhismus in Europa.

## Medien
Die beiden wichtigsten Tageszeitungen im Landkreis ist zum einen – für den Süden des Heidekreises – die seit 1867 erscheinende Walsroder Zeitung sowie die Böhme-Zeitung, die seit 1864 hauptsächlich aus dem nördlichen Teil des Landkreises berichtet. Der Norddeutsche Rundfunk strahlt werktäglich sieben Regionalfenster im Hörfunk auf NDR 1 Niedersachsen aus. Zuständig für die Region ist das NDR Studio in Lüneburg, wo auch Fernsehberichte aus dem Heidekreis, unter anderem für Hallo Niedersachsen, NDR Info oder die tagesschau gefertigt werden. 

## Kultur und Sehenswürdigkeiten
Der Landkreis Heidekreis ist Mitglied des Lüneburgischen Landschaftsverbands, der regionale kulturpolitische Aufgaben wahrnimmt. Um kulturelle Belange kümmern sich außerdem die kommunalen Kulturbeauftragten innerhalb der Städte und Gemeinden, die Kirchengemeinden, die Sparkassen, Banken und private Kulturinitiativen.

### Museen und Sammlungen
- Dat ole Hus (Heide- und Freilichtmuseum in Wilsede)
- Deutsches Panzermuseum in Munster (Deutsche Militärgeschichte des 20. Jahrhunderts)
- Düshorner Dorfmuseum (Leben und Arbeiten wie vor 100 Jahren)
- Felto – Filzwelt Soltau (Bildungs- und Erlebniszentrum zum Thema Filz)
- Hof der Heidmark in Bad Fallingbostel (Gedenkstätte der Heidmark)
- Harry’s klingendes Museum (Museum für mechanische Musikinstrumente) in Schwarmstedt
- Museum der Archäologischen Arbeitsgemeinschaft in Bad Fallingbostel
- Museum Soltau (Heimat- und Archäologieausstellung) in Soltau
- Spielzeugmuseum Soltau (Spielzeug aus vier Jahrhunderten)
- Peetshof (Zeugen Wietzendorfs um 1900) in Wietzendorf
- Preußische Geschichte (Pavillon im Landschaftspark Iserhatsche) in Bispingen
- Pult- und Federkielmuseum (Schulmuseum in Insel) in Schneverdingen
- Rischmannshof (Heide- und Freilichtmuseum) in Walsrode
- Schäferhof Neuenkirchen (Schnuckenwirtschaft zur Pflege von Heide- und Moorflächen zwischen Neuenkirchen und Soltau) in Neuenkirchen
- Neuenkirchener Draisinenbahn (Draisinenbahn auf einem Reststück der ehemaligen Bahnstrecke Soltau–Neuenkirchen) in Neuenkirchen
- Heimathaus auf dem Schroershof (Historische Hofanlage mit zahlreichen Gebäuden) in Neuenkirchen
- Kunstverein und Stiftung Springhornhof in Neuenkirchen
- Schulmuseum Bothmer (Schulbetrieb wie zu Kaisers Zeiten) in Schwarmstedt
- Walderlebniszentrum Ehrhorn (Wald – Heide – Mensch) in Schneverdingen

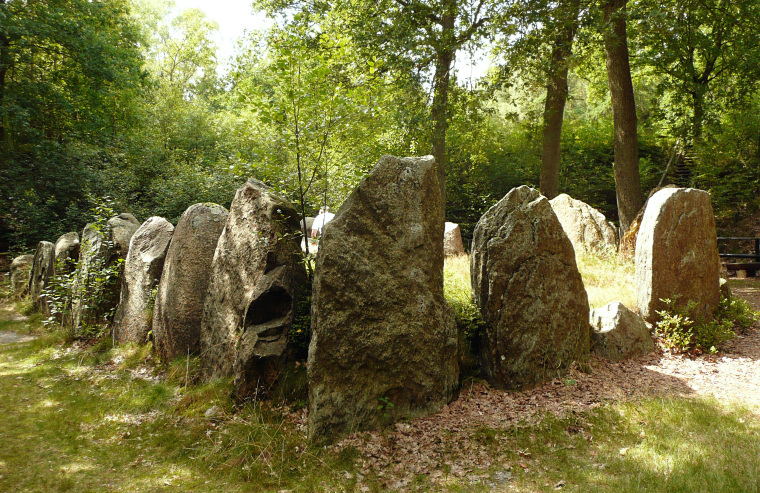
Dolmen der „Sieben Steinhäuser“

### Historische Stätten
- die Sieben Steinhäuser – Großsteingräber aus der Zeit von 3500 bis 2800 v. Chr.
- die frühmittelalterliche Hünenburg an der Warnaumündung
- Schloss Ahlden – Wasserschloss an der Aller von 1549

### Überregional bekannte Freizeiteinrichtungen
- Hodenhagen: Serengeti-Park Hodenhagen
- Soltau: Heidepark Soltau, Soltau-Therme
- Walsrode: Weltvogelpark Walsrode

### Kinos
- Schneverdingen: Lichtspiel Kino der Kulturstellmacherei
- Munster: Deutsches Haus (nur für Veranstaltungen anzumieten)
- Walsrode: Capitol-Theater

### Naturschutzgebiete
Im Landkreis Heidekreis gibt es 27 Naturschutzgebiete. Das größte Naturschutzgebiet, das Naturschutzgebiet Lüneburger Heide, hat eine Fläche von 13.222 ha auf dem Gebiet des Landkreises Heidekreis, das kleinste Naturschutzgebiet, der Söhlbruch, eine Fläche von 8 ha.
Siehe auch:
- Liste der Naturschutzgebiete im Landkreis Heidekreis
- Liste der Landschaftsschutzgebiete im Landkreis Heidekreis
- Liste der Naturdenkmale im Landkreis Heidekreis
- Liste der geschützten Landschaftsbestandteile im Landkreis Heidekreis
- Liste der Bodendenkmale im Landkreis Heidekreis

## Kfz-Kennzeichen
Am 5. April 1978 wurde dem Landkreis das seit dem 1. Juli 1956 für den Landkreis Fallingbostel gültige Unterscheidungszeichen FAL zugewiesen. Am 15. Januar 1981 erhielt er das neue Kennzeichen SFA. Mit der Umbenennung des Landkreises wurde ihm am 1. August 2011 das Unterscheidungszeichen HK zugeteilt. Dieses wird durchgängig bis heute ausgegeben.